# وینایاگاپورام (سری‌لانکا)
وینایاگاپورام (به لاتین: Vinayagapuram) یک منطقهٔ مسکونی در سری‌لانکا است که در استان شرقی (سری‌لانکا) واقع شده‌است.